# كوندي-ليه-أوتري
كوندي ليه أوتري هي بلدية فرنسية تقع في إقليم الأردين في منطقة غراند إيست.